# Tháp Villañañe
Tháp Villañañe (Tiếng Tây Ban Nha: Torre de Villañañe) là một tháp nằm ở Valdegovía, Tây Ban Nha. Nó được công nhận là Bien de Interés Cultural năm 1984.